# Pelle Boevink
Pelle Boevink (* 6. Januar 1998 in Hengelo, Niederlande) ist ein niederländischer Fußballtorwart.

## Karriere
Er begann mit dem Fußballspielen in der Jugendabteilung des FC Twente Enschede. Für seinen Verein brachte er es im Frühjahr 2017 auf acht Kadernominierungen in der Eredivisie, ohne allerdings eingesetzt zu werden. Im Sommer 2017 wechselte er zum FC Groningen, bei deren zweiter Mannschaft in der Derde Divisie er vor allem eingesetzt wurde, er es aber auch zu sechs Kadernominierungen für die erste Mannschaft brachte, wobei ihm auch hier ein Einsatz in der Eredivisie verwehrt blieb. Im Sommer 2019 wechselte er nach Deutschland und schloss sich dem SSV Jeddeloh in der Regionalliga Nord an, für den er in der folgenden Saison 16 Ligaspiele bestritt.
Im nächsten Sommer wechselte er ligaintern zum VfB Oldenburg. Am Ende der Spielzeit 2021/22 gelang ihm mit seiner Mannschaft der Aufstieg in die 3. Liga, da er sich mit seinem Verein in den Aufstiegsspielen gegen den Meister der Regionalliga Nordost BFC Dynamo durchsetzte. Ende Juli 2022 wurde er vom Zweitligisten SC Paderborn 07 unter Vertrag genommen. Er sollte jedoch bis zum Ende der Saison 2022/23 auf Leihbasis in Oldenburg verbleiben. Bis zur Winterpause absolvierte Boevink 10 Drittligaspiele.
In der Winterpause wurde entschieden, die Leihe vorzeitig zu beenden, womit Boevink zum 1. Januar 2023 zum SC Paderborn 07 wechselte. Dort wurde er Ersatztorhüter hinter Stammtorwart Jannik Huth. Im Laufe der Hinrunde der Saison 2023/24 konnte er diesen als Stammtorhüter verdrängen und bestritt bis zum Saisonende 20 Ligaspiele mit der Mannschaft. Nach dem Abgang Huths im Sommer 2024 wurde mit Markus Schubert ein neuer Konkurrent verpflichtet, an den Boevink seinen Stammplatz in der anschließenden Saison 2024/25 nach neun bestrittenen Spielen wieder verlor.
Im Januar 2025 wechselte er zum FC Ingolstadt 04. Im Sommer 2025 wechselte er zu Zweitligist SpVgg Greuther Fürth.

## Erfolge
- Aufstieg in die 3. Liga: 2022
- Meister der Regionalliga Nord: 2022